# 戚建国

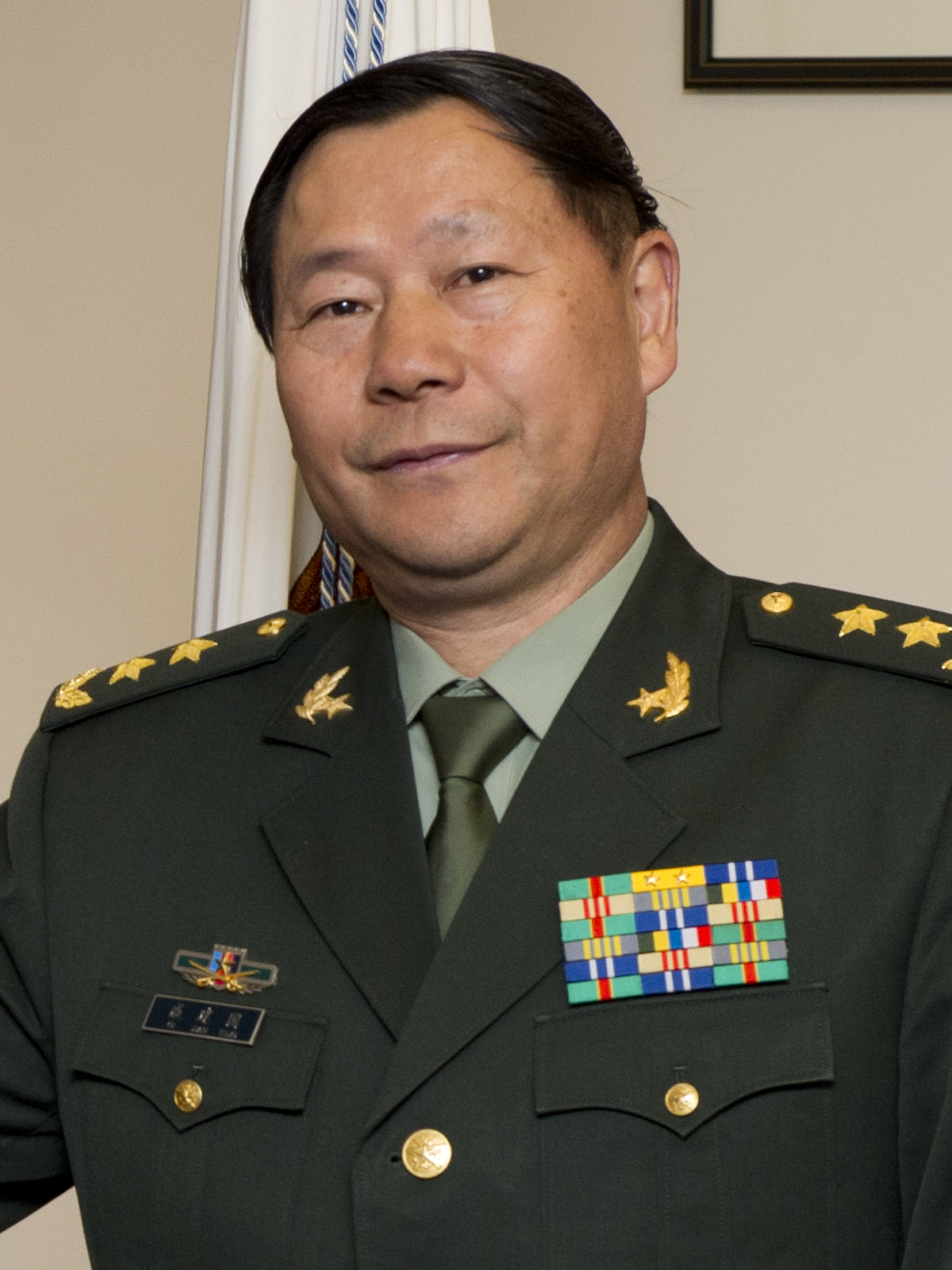
戚建国

戚建国（1952年8月—），山东文登人，中国人民解放军上将。第十、十一届全国人大代表，中共十七大代表，中国共产党第十八届中央委员会委员。

## 生平
戚建国毕业于南京高级陆军学校军事指挥专业。早年曾在河南邓州市裴营乡插队劳动。1970年应征入伍。曾在中国人民解放军陆军第一军一师三团四连当战士，班长，排长，团作训参谋，师作训科参谋，军作训处参谋，三团连长，营长，并参加过老山作战，后任一师三团参谋长，一师作训科长，陆军第一集团军司令部作训处长，步兵一师参谋长，副师长，师长，南京军区陆军第一集团军参谋长，南京军区陆军第十二集团军军长，总参作战部部长等职。2009年1月，升任总参谋部总参谋长助理。2012年10月，升任中国人民解放军副总参谋长。2016年1月，任新成立的中央军委联合参谋部副参谋长。
2010年，晋升中将军衔。2014年7月11日，晋升为上将军衔。2018年3月，担任第十三届全国政协提案委员会副主任。